# 51區大戰外星人
《51區大戰外星人》是第一人稱射擊遊戲。內容是Cross由美國陸軍變化了外星人，有外星人DNA。經歷過同伴的死亡、出生入死最後生還的故事。之後本遊戲由美國空軍發放了免費的版本。

## 评价
GameSpot給7.2、IGN給8.5、Game Informer給8.5，1UP.com給6.5分。

## 外部連結
- 莫比游戏上的《51區大戰外星人》（英文）